# Joachim Klagsbald

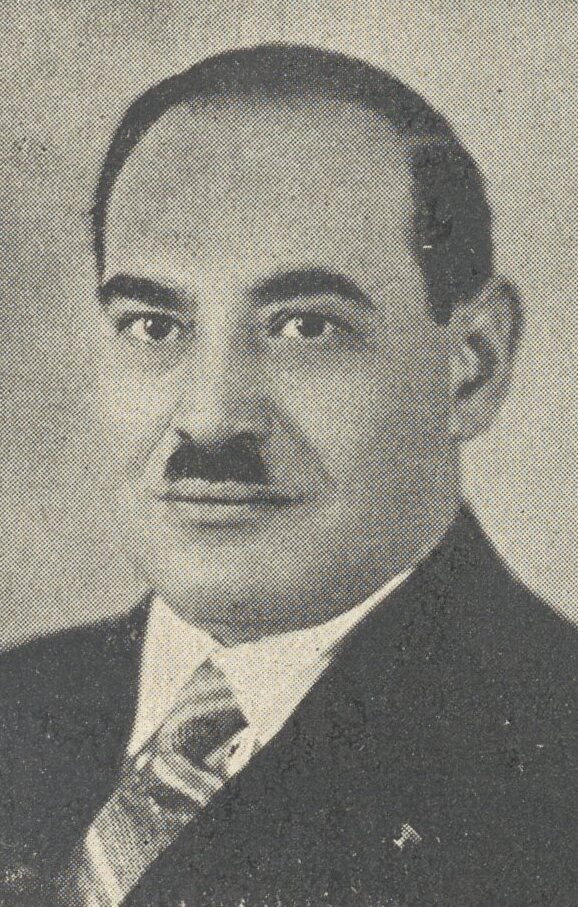

Joachim (Abraham Chaim) Klagsbald (ur. 1880 w Chrzanowie, zm. 3 sierpnia 1958 w Tel Awiwie) – polski przemysłowiec, działacz społeczny.

## Życiorys
Urodził się w ortodoksyjnej rodzinie żydowskiej jako syn Wiktora i Breindel. Odebrał staranne wykształcenie w duchu religijnym. W wielu 13 lat wstąpił do stowarzyszenia syjonistycznego „Syjon” w Chrzanowie, wiążąc się z tym nurtem do momentu emigracji. W 1899 przeniósł się na stałe do Przemyśla, gdzie rozpoczął działalność gospodarczą, polityczną i społeczną. W 1902 roku został wybrany przewodniczącym komitetu syjonistycznego. Był członkiem rady powiatowej oraz pełnił kierownicze funkcje gminie wyznaniowej. Udzielał się społecznie jako przewodniczący Żydowskiego Towarzystwa Szkoły Ludowej i Średniej oraz współzałożyciel gimnazjum żydowskiego. Przez wiele lat był członkiem rady nadzorczej Banku Kupców i Przemysłowców. 
W 1899 roku wspólnie z M. Honigwachsem rozpoczął działalność gospodarczą, związaną z handlem maszynami rolniczymi (ul. Słowackiego 51). W 1923 zakładają zakład pod nazwą KAHAPE, który po podziale spółki w 1927 zostaje zmieniony na POLNA (jako fabryka maszyn i odlewnia żelaza). Fabryka mieściła się na ulicy Zyblikiewicza 9. Był to jeden z największych zakładów przemysłowych w regionie, którego zatrudnienie sięgało 1000 osób. Według katalogu zakład produkował maszyny rolnicze (buraczarki, kieraty, międlice, młocarnie, młynki do czyszczenia zboża, sieczkarnie, siewniki) oraz rowery i maszyny do szycia. W późniejszym okresie głównym produktem były maszyny do szycia, których produkcja dochodziła do 10 000 sztuk rocznie. Po wybuchu II wojny światowej zakład znalazł się po radzieckiej stronie granicy i został znacjonalizowany.
W 1940 roku Klagsbald wraz z rodziną przedostał się do Palestyny, gdzie wraz z synem Szymonem prowadził przedsiębiorstwo.